# NGC 6688
NGC 6688 је лентикуларна галаксија у сазвежђу Лира која се налази на NGC листи објеката дубоког неба.
Деклинација објекта је + 36° 17' 22" а ректасцензија 18h 40m 39,9s. Привидна величина (магнитуда) објекта NGC 6688 износи 12,7 а фотографска магнитуда 13,6. NGC 6688 је још познат и под ознакама UGC 11324, MCG 6-41-15, CGCG 201-27, PGC 62242.